# Aedes pullatus
Aedes pullatus é um espécie de mosquito do Género Aedes, pertencente à família Culicidae.